# Cours de l'Intendance
Le cours de l'Intendance est une grande avenue prestigieuse de la ville de Bordeaux. Il se situe au sein du Triangle d'or, quartier le plus bourgeois de Bordeaux, et présente un grand nombre d'hôtels particuliers.

## Localisation
Le cours part de la place de la Comédie, et plus précisément du débouché de la rue Sainte-Catherine, et se termine au niveau de la place Gambetta.
Avec les allées de Tourny et le cours Georges-Clemenceau, il représente l'une des trois arêtes du Triangle d'Or, ou Triangle bordelais.
Bordée de nombreux commerces et banques, cette voie est fermée à la circulation automobile, et réservée aux piétons. La ligne B du tramway emprunte également une partie du cours de l'Intendance.

## Toponymie
Le cours de l'Intendance tire son nom de l'hôtel de l'Intendance, logement de fonction des intendants de la généralité de Guyenne sous l'Ancien régime. Désormais cet hôtel particulier ne donne plus directement sur le cours, depuis que son jardin a été remplacé par un îlot d'immeubles au début du XIXe siècle.

## Histoire
Suivant un axe est-ouest, ce cours était à l'origine, avec l'actuel cours du Chapeau-Rouge, le premier decumanus maximus de Burdigala (Bordeaux antique). Au ive siècle, afin de se protéger des invasions, la ville s'enferme dans des murailles dont le tracé passe par cet axe. Le futur cours de l'Intendance devient alors le long fossé longeant le rempart romain, et le decumanus se déplace au niveau des actuelles rues de la Porte-Dijeaux et Saint-Rémi. 
Le fossé porte d'abord le nom de Campaure, puis fossés des Récollets dans sa partie ouest, après la construction du couvent. 
Avec la construction de la troisième enceinte, qui englobe des quartiers plus au nord, le fossé est progressivement comblé à partir du XIe siècle.
Au XVIIIe siècle, le château Puy-Paulin, sur lequel le rempart romain s'adossait, devient la résidence officielle des intendants de Guyenne. La partie est prend alors le nom de fossés de l'Intendance.
À la Révolution, les rues des fossés du Chapeau-Rouge, et des fossés de l'Intendance, prennent temporairement le nom de fossés Marat, en hommage au révolutionnaire Jean-Paul Marat. C'est à cette période que commence le développement des constructions dans la partie nord, qui formait jusque-là la lisière des couvents des Jacobins et des Récollets.
Aujourd'hui le cours de l'Intendance est un centre de la vie citadine et des boutiques de luxe, et forme une des trois arêtes du Triangle d'or bordelais.

## Bâtiments remarquables
La rue possède de nombreux bâtiments remarquables et montre un échantillonnage de l'architecture privée du XVIIIe siècle au XIXe siècle. Six d'entre eux sont même inscrits aux Monuments historiques.

### Édifices présents
- Maison Guillon (n°2) ;
- Hôtel Pichon (n°4) ;
- Hôtel Acquart (n°5) ;
- Hôtel Lassalle de Roquefort[5] (n°6) ;
- Hôtel de Verthamont (n°13) ;
- Passage Sarget (n°19) ;
- Maison de Goya, actuelle antenne bordelaise de l'Institut Cervantès (n°57) ;
- Maison Godefroy (n°69).

### Édifices disparus ou en retrait
- L'hôtel de l'Intendance (ancien château Puy-Paulin), lieu de résidence des intendants de Guyenne, donnait autrefois sur le cours auquel il a laissé son nom. Puis, au début du XIXe siècle, le jardin qui bordait le cours a été loti, et l'hôtel se trouve désormais en retrait, dans la rue Paul-Painlevé.
- Couvent des Carmélites ;
- Couvent des Jacobins ;
- Couvent des Récollets ;
- Porte Dauphine.

### Aujourd'hui

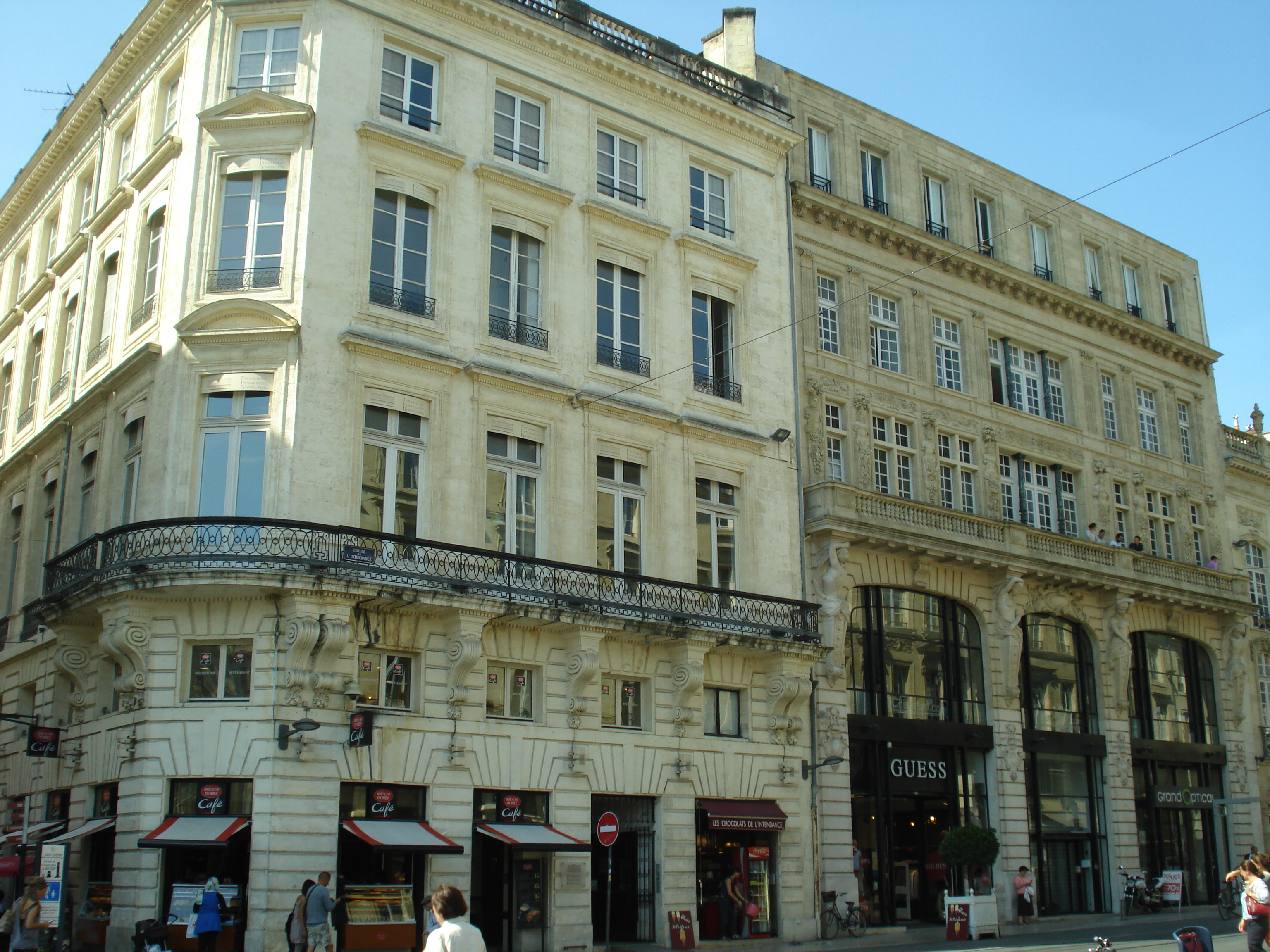
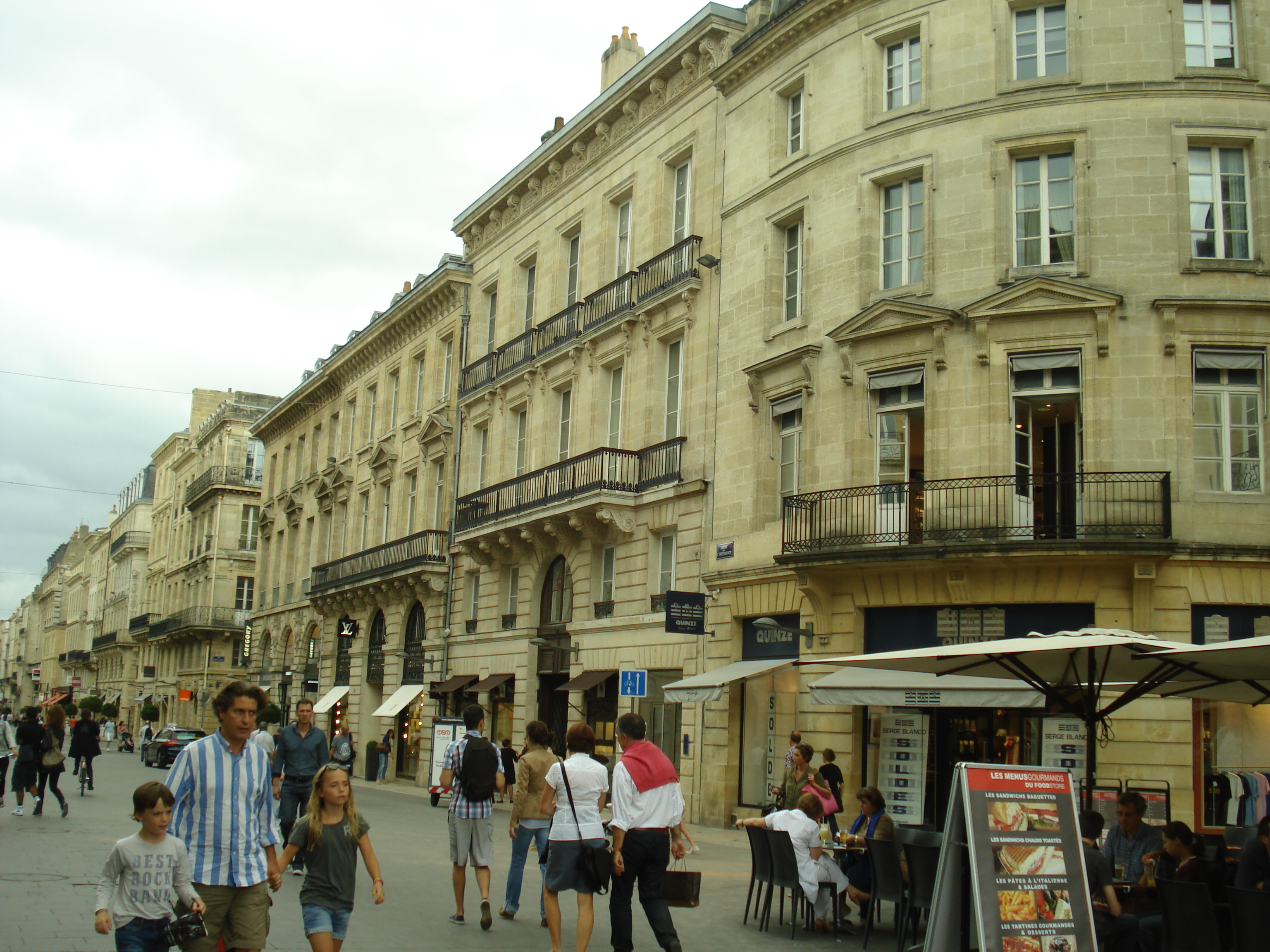
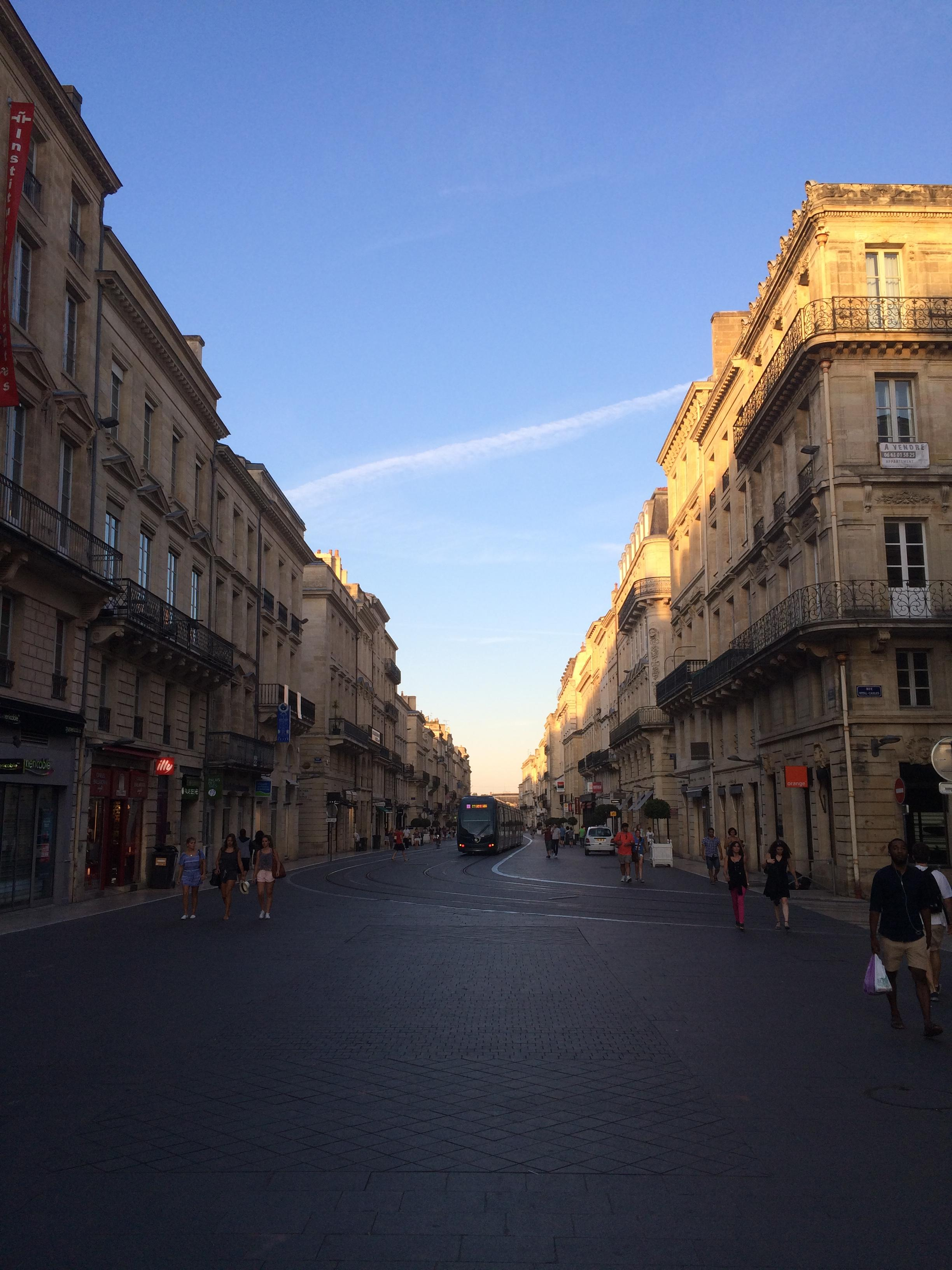
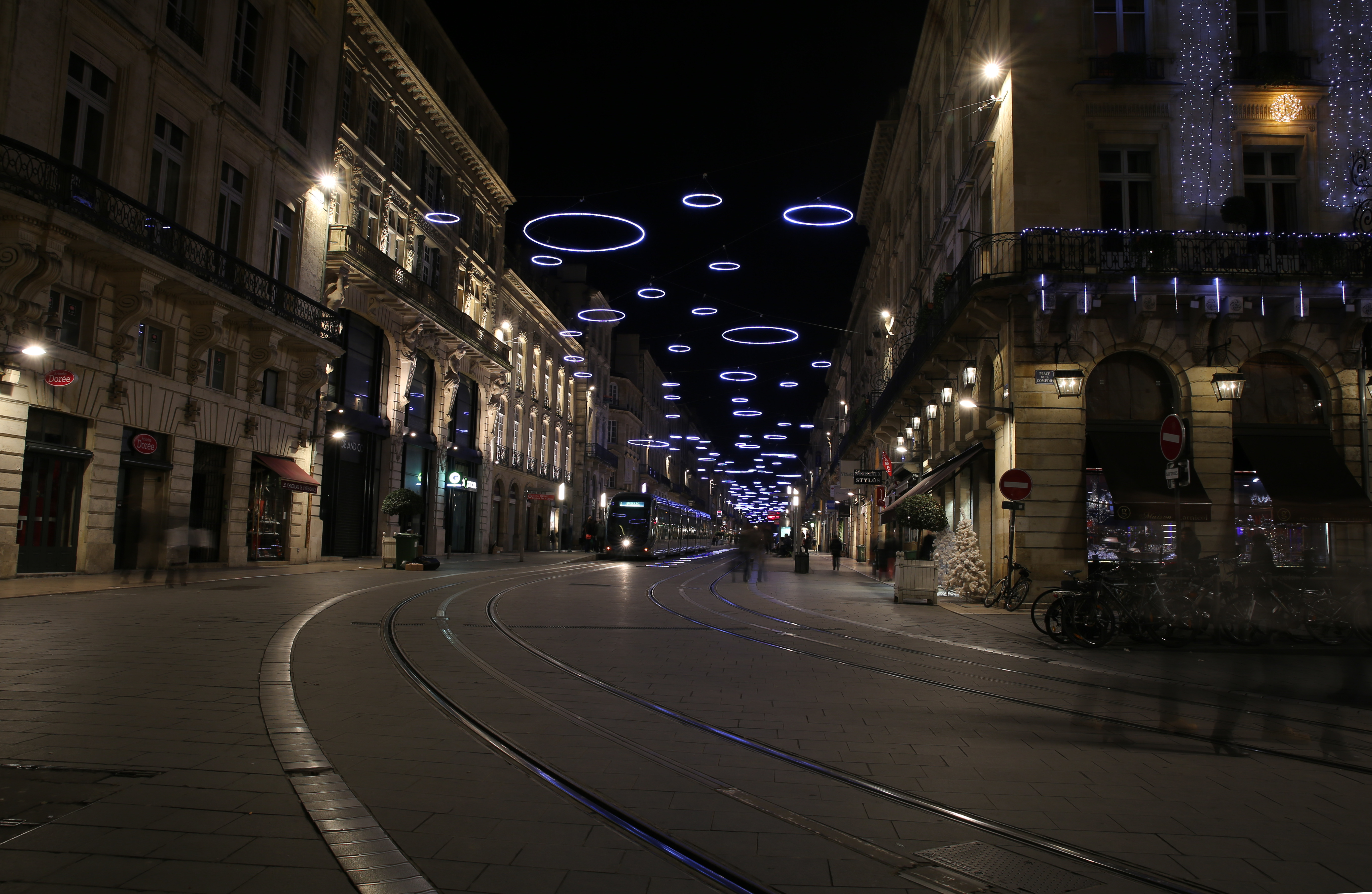

### Autrefois

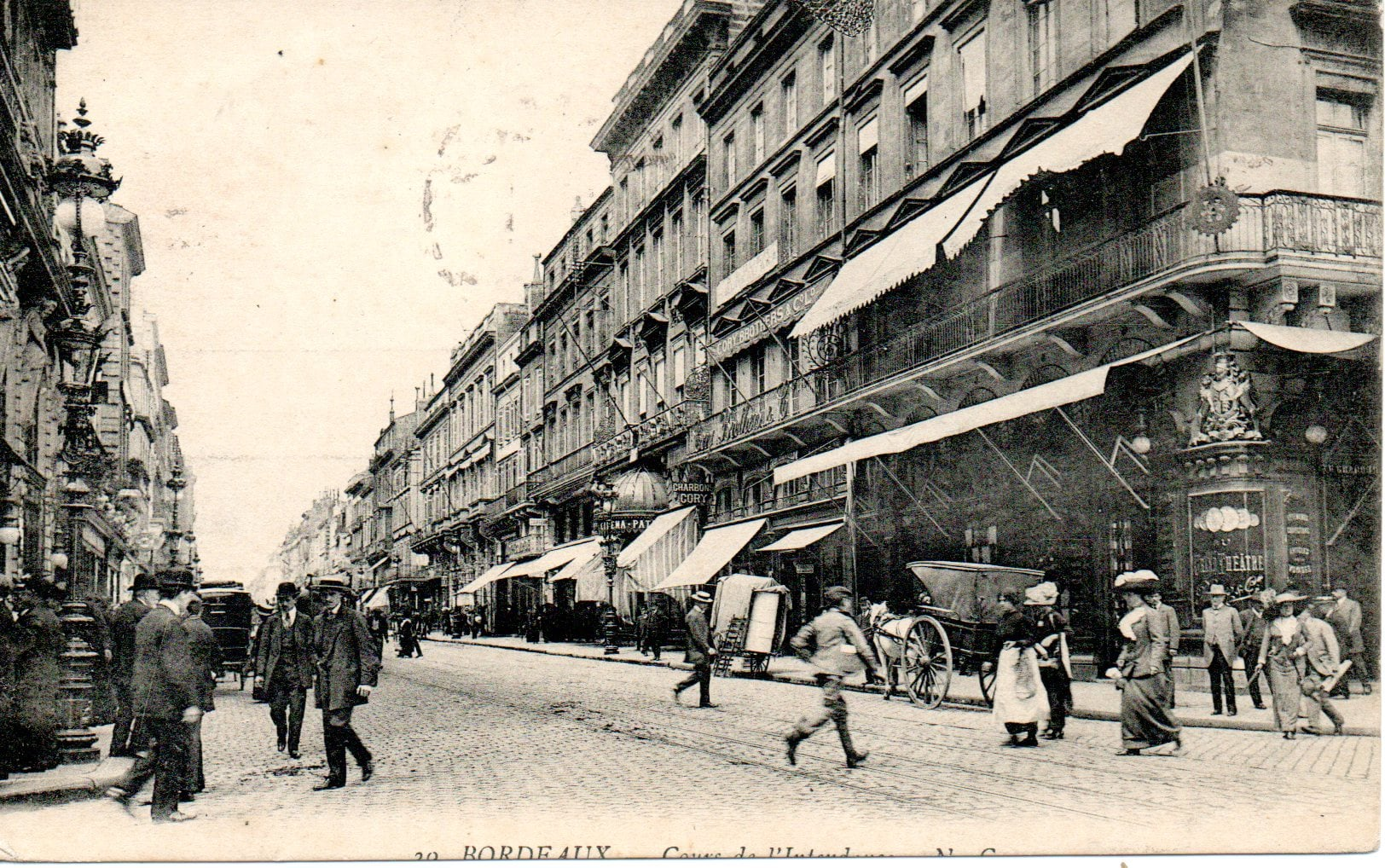
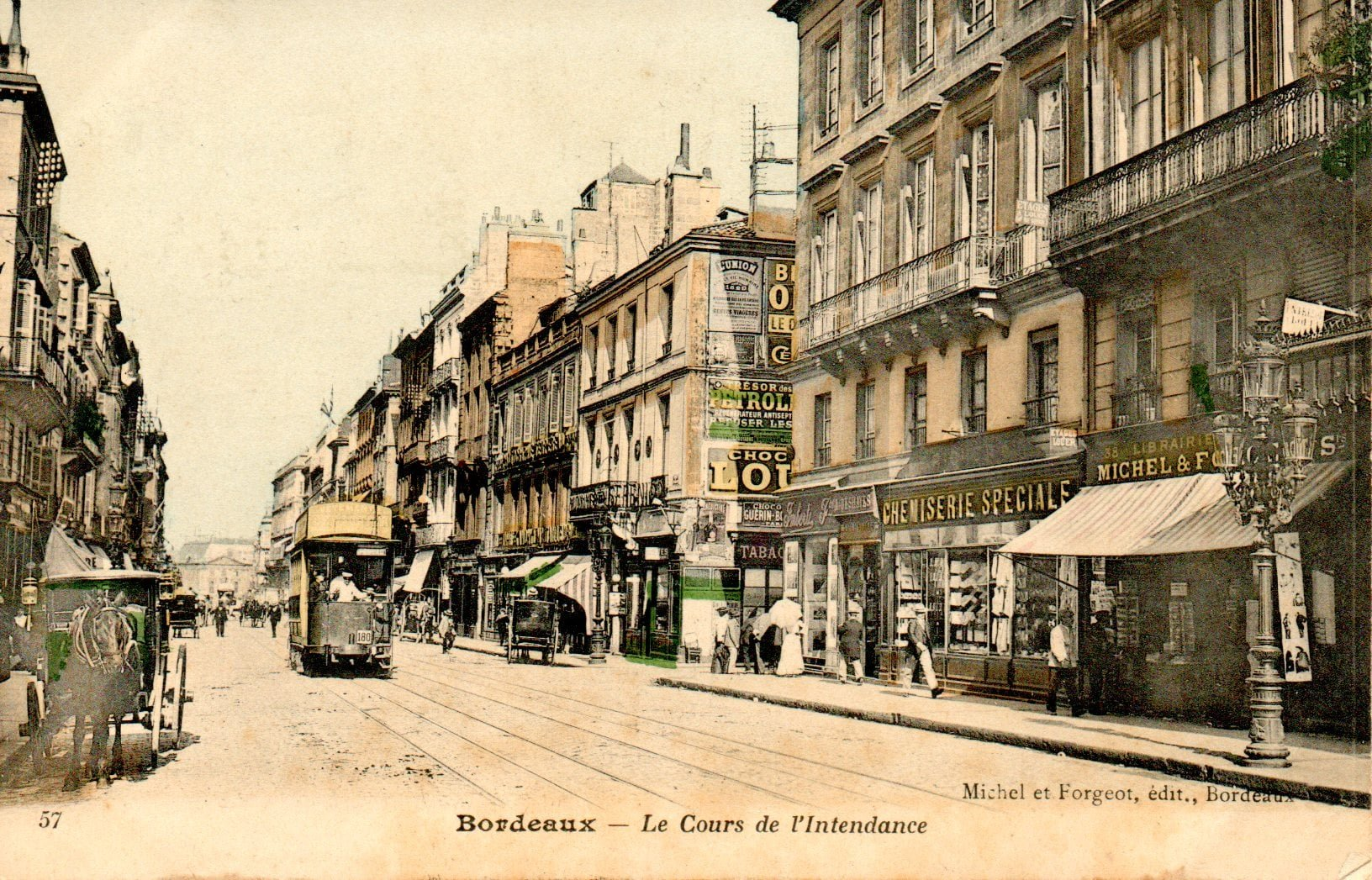
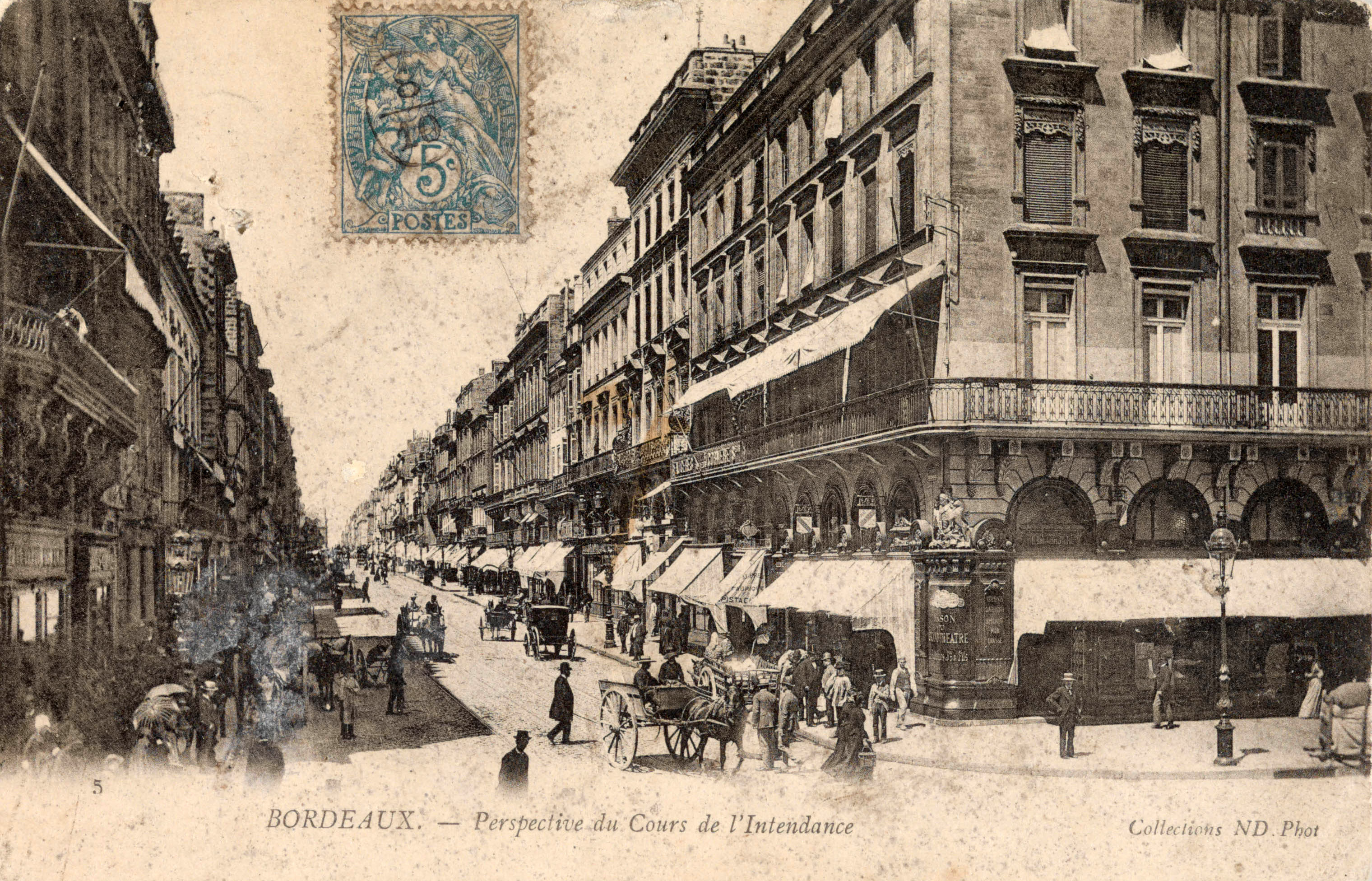
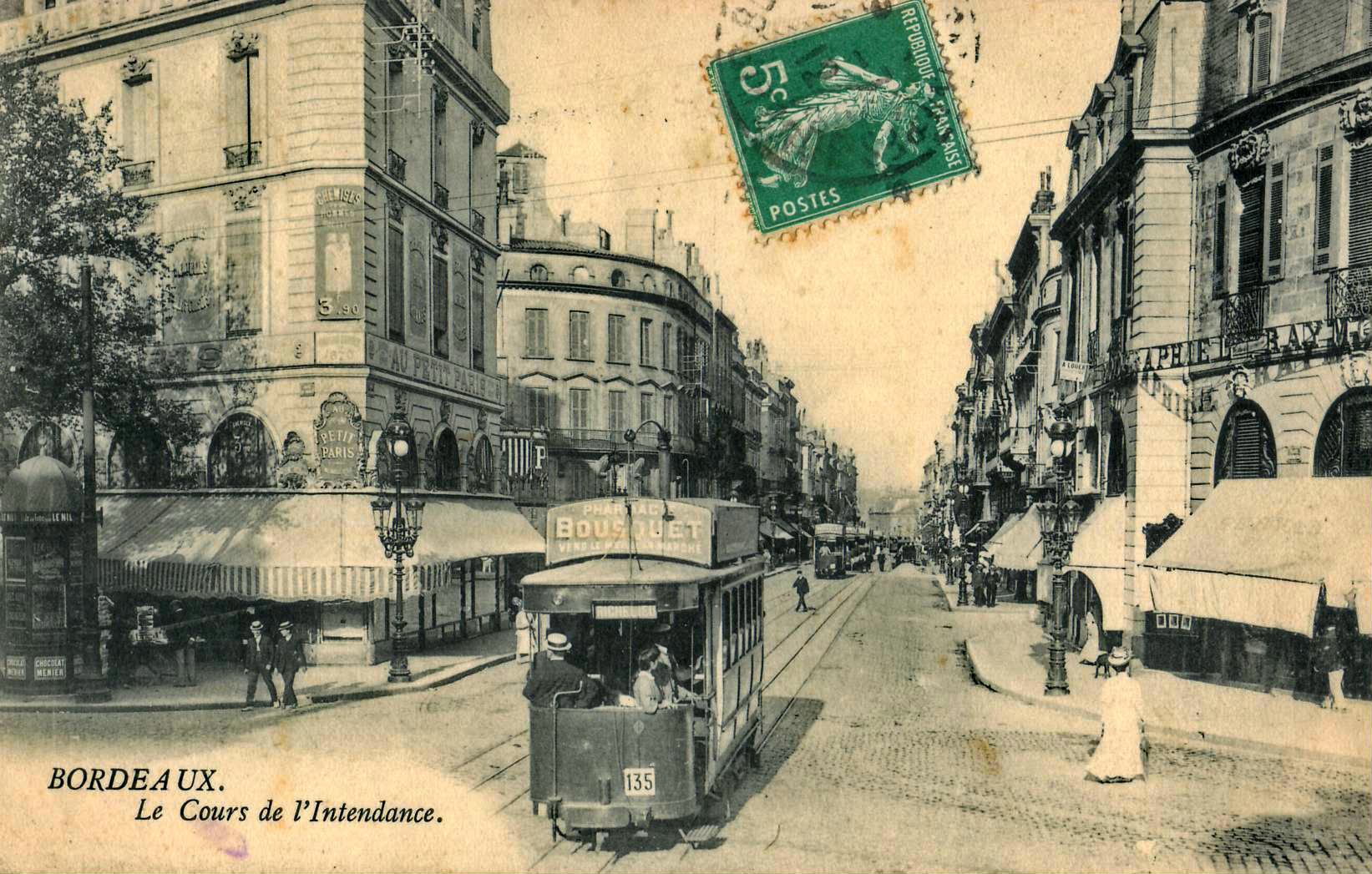
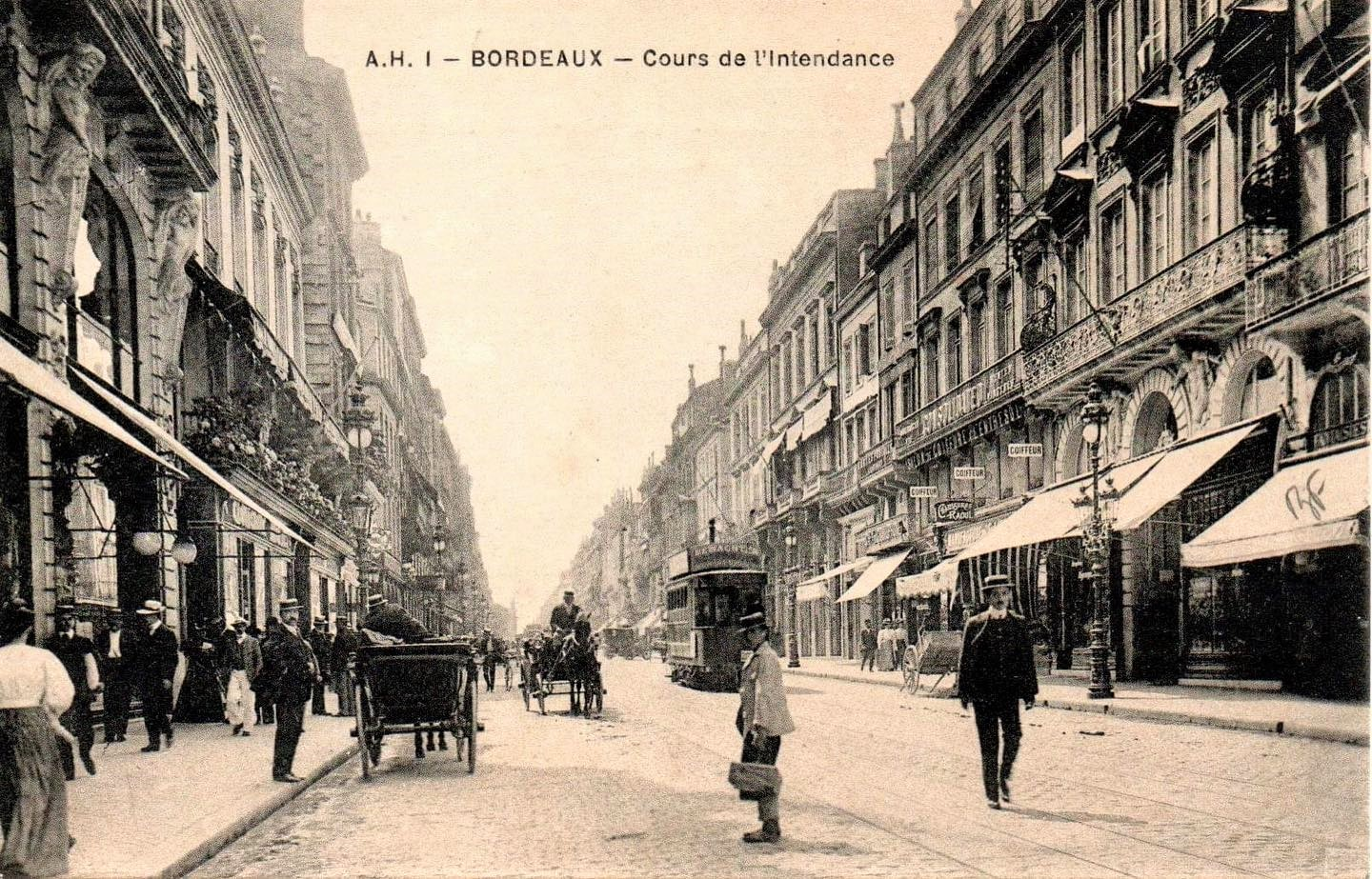
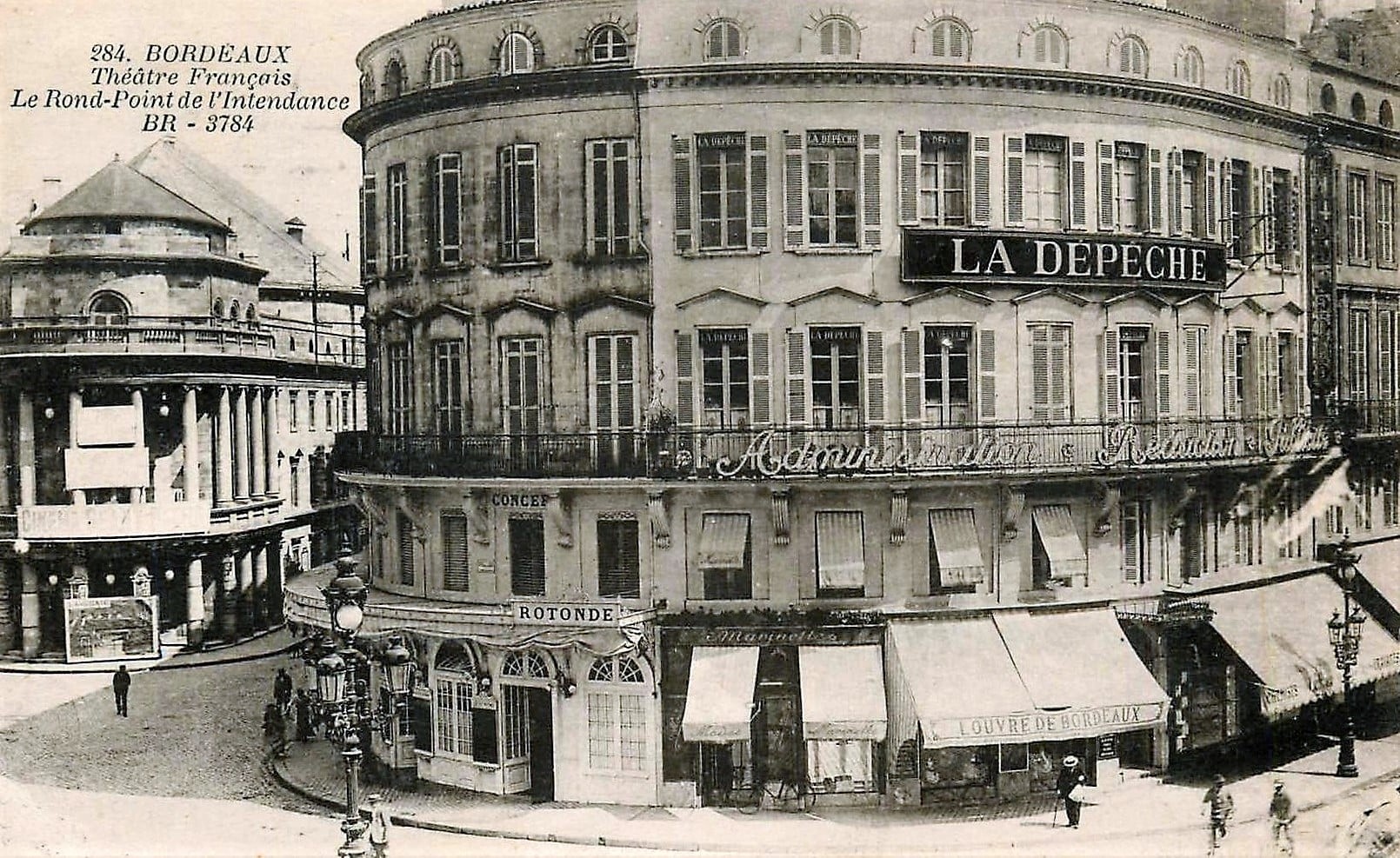
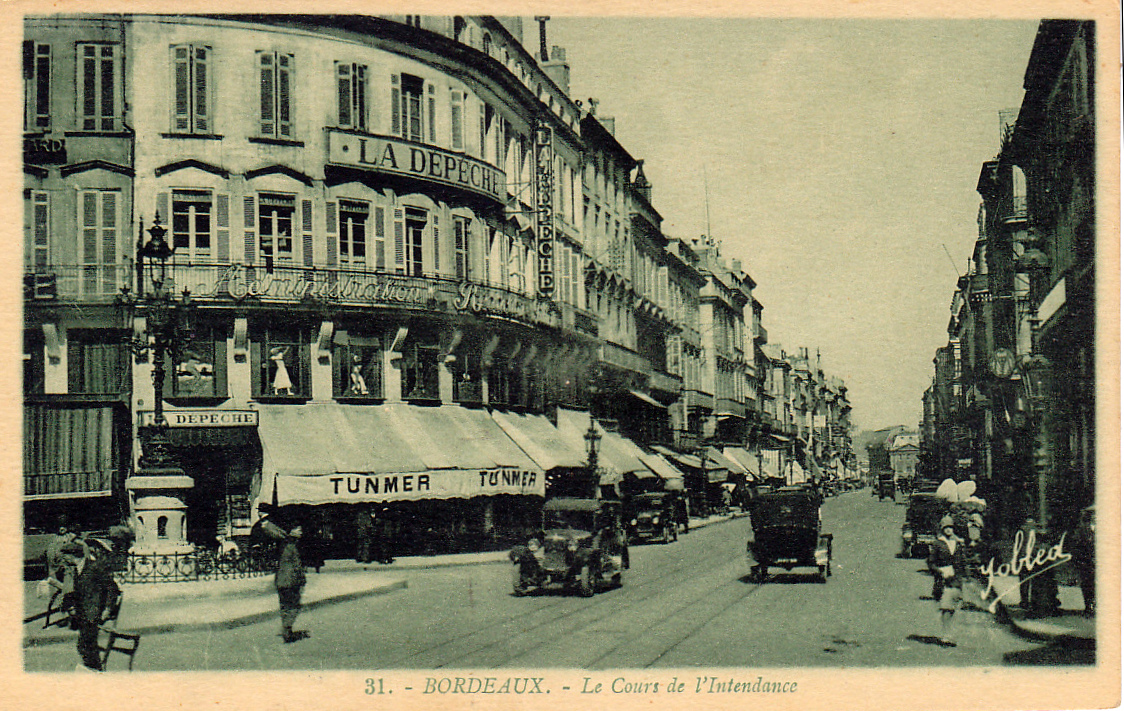
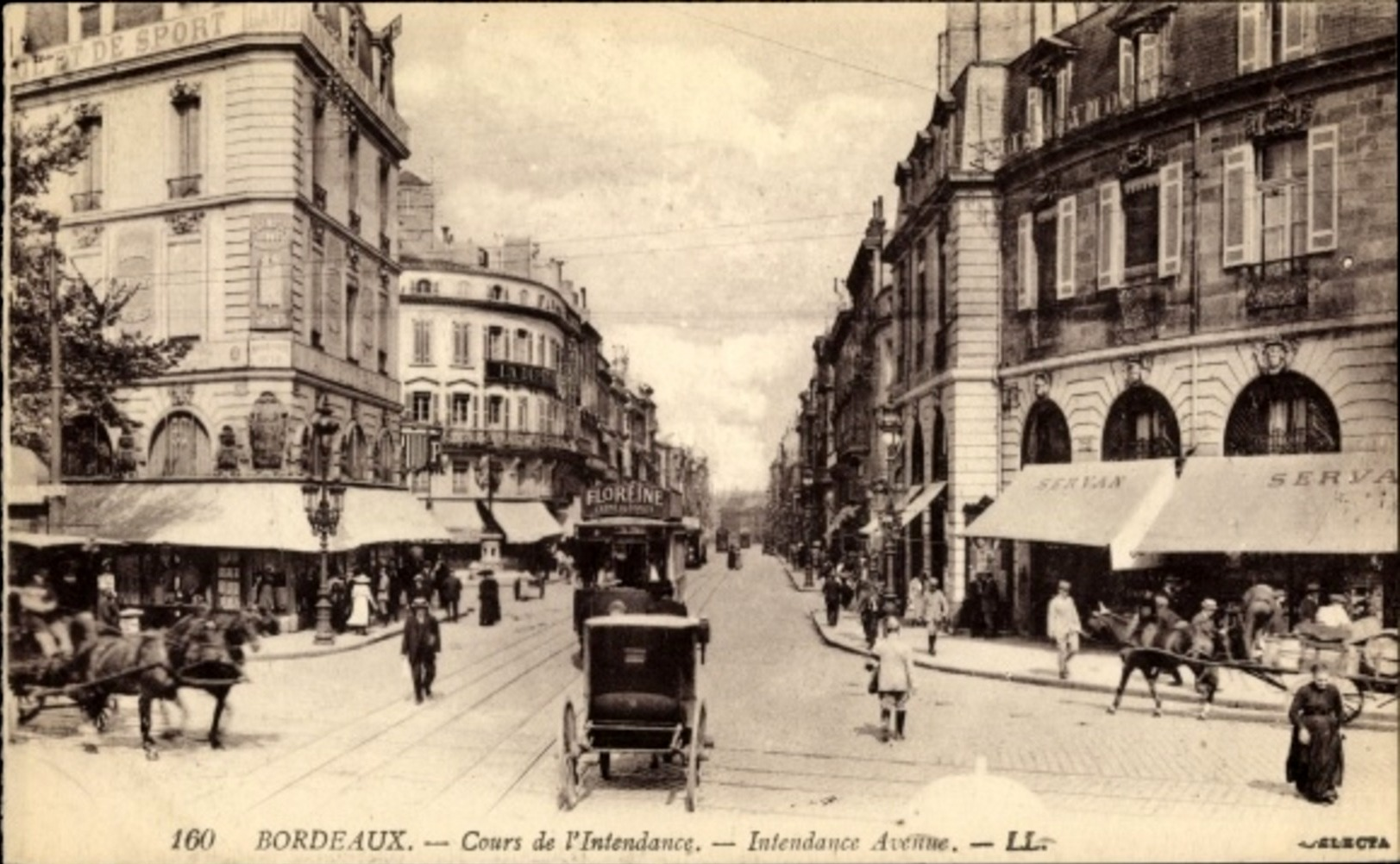